# Chromeurytoma noblei
Chromeurytoma noblei är en stekelart som först beskrevs av Girault 1940.  Chromeurytoma noblei ingår i släktet Chromeurytoma och familjen puppglanssteklar. Inga underarter finns listade i Catalogue of Life.